# Colobothea picturata
Colobothea picturata là một loài bọ cánh cứng trong họ Cerambycidae.